# الحصب (السياني)

تعديل مصدري - تعديل

شمسان محلة تابعة لقرية الزرائب، التابعة لعزلة العربيين بمديرية السياني إحدى مديريات محافظة إب في الجمهورية اليمنية.، بلغ تعداد سكانها 254 حسب تعداد اليمن لعام 2004.